# Philantropijnen

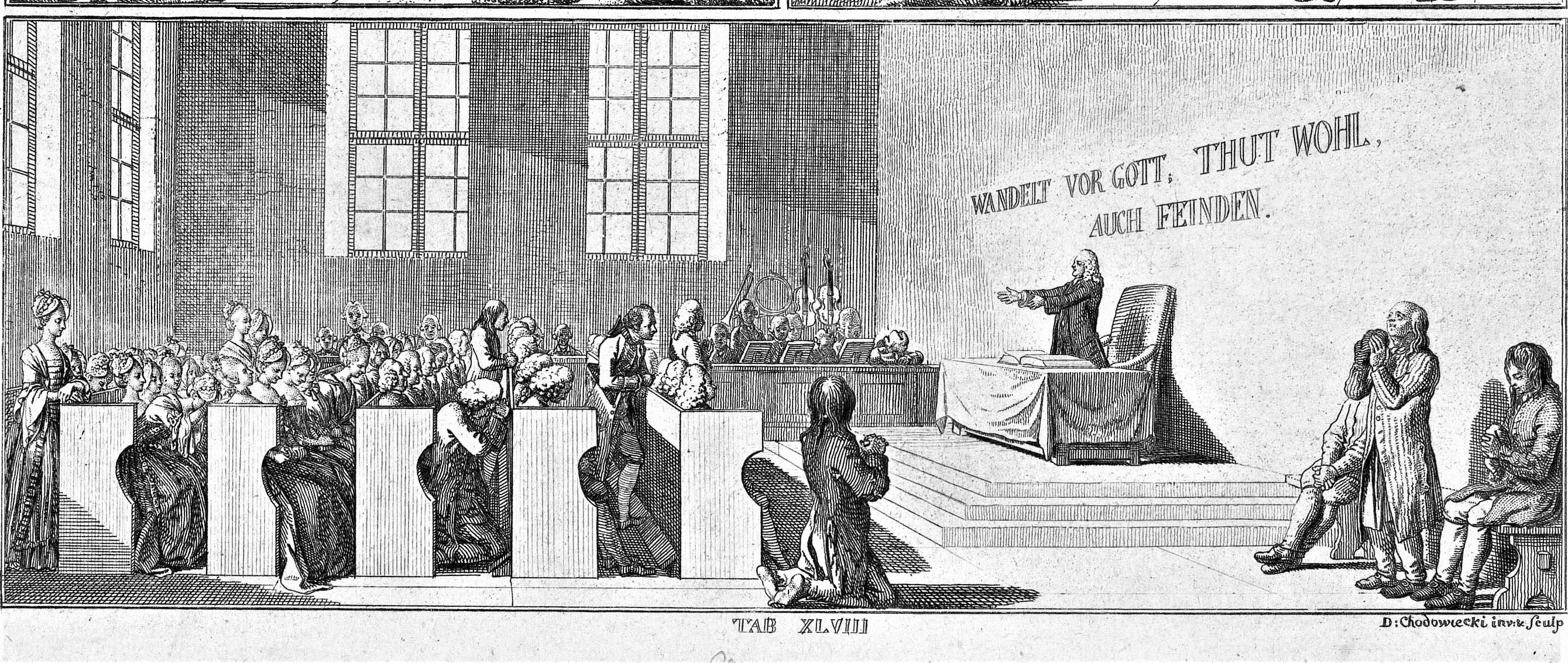
Daniel Chodowiecki, uit Basedow’s Elementarwerk. In het philantropinum leerden de kinderen opofferingsgezind te leven. Op de muur staat geschreven: ‘WANDELT VOR GOTT, THUT WOHL, AUCH FEINDEN. Collectie Rijksmuseum.

De philantropijnen of filantropijnen waren onderwijsvernieuwers die in het laatste kwart van de achttiende eeuw in de Duitstalige gebieden actief waren. Deze vernieuwing was onder meer in gang gezet door de Duitse pedagoog Johann Bernhard Basedow, die in 1774 het Philanthropinum (te vertalen als het instituut van menslievendheid) had gesticht.
De filantropijnse pedagogiek was in 1777 in Nederland geïntroduceerd door de lutherse predikant Augustus Sterk, die sinds 1783 in Amsterdam werkte. Aan de nooit gerealiseerde vertaling van Basedow’s Elementarwerk (1774), waarvoor in februari 1786 werd geadverteerd, werkten toonaangevende Nederlandse verlichtingsdenkers mee. Het werk van Basedows opvolgers bij het Philanthropinum, Joachim Heinrich Campe en Christian Gotthilf Salzmann, werd in Nederlandse vertaling volop gelezen. Een belangrijk filantropijns uitgangspunt was de aanbeveling om opvoeding en onderwijs te combineren in de vorm van internaatonderwijs. De leerlingen stonden daar dag en nacht onder toezicht, en dat was voor de filantropijnen de ideale situatie om leerlingen te vormen. Het uitgangspunt van het onderwijs was dat alle leerlingen gelijk behandeld moesten worden. Verschillen in geloof of afkomst mochten bijvoorbeeld niet zichtbaar zijn. Opvallend was ook de grote praktijkgerichtheid van het onderwijs: alle zintuigen moesten bediend worden. De leerlingen mochten niet bevoor- of benadeeld  worden op basis van hun intellectuele capaciteiten. Luiheid werd daarentegen verafschuwd. Filantropijns was de opdracht de leerstof met ‘lijdzaamheid en zachtmoedigheid’ aan te bieden. De leraren dienden rekening te houden met de leeftijd en de capaciteiten van het kind. De jongens en meisjes die ongeschikt waren voor het ‘hoofdwerk’ kregen extra praktijkles. In de lessen waren de leerlingen ingedeeld naar niveau en niet naar leeftijd, waardoor er jongens en meisjes van verschillende leeftijden in één klas zaten.

## Verder lezen
- Over deze pedagogiek o.a. Rudolf Biermann, Die pädagogische Begründung der Belohnungen und Strafen in der Erziehung bei Basedow, Campe und Salzmann: ein Beitrag zur Wandlung des Philanthropismus zu einem pädagogischen Individualismus auf dem Hintergrund der Aufklärung (Bochum 1970); H. Schmitt, Vernunft und Menschlichkeit. Studien zur philanthropischen Erziehungsbewegung (Bad Heilbrunn 2007).
- Voor de gangbare pedagogische denkbeelden in Nederland: Los 2005; A. Baggerman en R. Dekker, De wondere wereld van Otto van Eck, een cultuurgeschiedenis van de Bataafse Revolutie (Amsterdam 2005); Kouwenberg 2010.